# آدم (مستوطنة)
مستوطنة آدم (بالعبرية: אדם جڨع بنيامين) وتعرف أيضاً بمستوطنة جبع أو جڨع بنيامين (بالعبرية: גֶּבַע בִּנְיָמִין )، أقيمت بصورة غير شرعية في 5/7/1983، وأعلنت رسمياً في الحادي عشر من نيسان 1984، وصودق على إقامتها في 14/5/1984.

## التسمية
تعتبر مستوطنة آدم مستوطنة تعاونية تابعة لحركة غوش إيمونيم. يعود اسمها إلى الجنرال يوكتئيل آدم الذي قُتل في بلدة الداحور على أيدي الفدائيين الفلسطينيين إبان غزو إسرائيل للبنان عام 1982.

## الموقع
تقع في الشمال الشرقي من القدس، على بعد 3 كم إلى الشمال من مستوطنة عانتوت. يخطط لأن تصبح ضاحية سكانية تابعة للقدس.

## السكان
بلغ عد سكانها في عام 1984 (28) مستوطناً فقط، بينما ارتفع إلى 300 مستوطن في نهاية عام 1991.